# Johnie all stars
Johnie All Stars es una banda de punk rock originaria de Medellín, Colombia. Formada en 1997, la banda es conocida por su influencia del punk californiano de los años 90 y por ser una de las pioneras del movimiento "neo-punk" en Colombia. A lo largo de su carrera, han lanzado varios álbumes y han compartido escenario con bandas internacionales como H2O, Face to Face, Ignite, y Millencolin. Han sido parte fundamental de la escena local de Medellín y han realizado giras nacionales e internacionales.

## Historia
Johnie All Stars es una banda de punk-rock formada en Medellín, Colombia en 1997, marcando el inicio del nuevo sonido punk en la ciudad. Influenciados por el punk californiano y el punk-medallo, sus letras reflejan las vivencias de los jóvenes punks y skateboarders de los años 90. En 1998, lanzaron su primer álbum "Sólo quiero diversión", consolidando una fuerte escena local y llevando a Medellín a ser reconocida como la ciudad punk-rock de Colombia.
Tras su aclamada presentación en Rock al Parque en 1998, la banda continuó su ascenso con numerosas presentaciones en Colombia. En 2004, lanzaron "Por Honor", con un sonido más roquero, y su sencillo "Creer" tuvo gran rotación en las emisoras. En 2005, lanzaron "Rocanrol", que se mantuvo como número 1 en las emisoras de Medellín durante tres semanas consecutivas. En 2008, con "Cinema Johnie", la banda regresó a las raíces del rock n’ roll, redefiniendo el punk-rock colombiano.
En 2011, Johnie All Stars lanzó su cuarto álbum "Cuentos Para No Dormir", destacándose con el sencillo "Barco Calavera". Este álbum continuó con la tradición de la banda de combinar energía cruda y letras profundas, y "Barco Calavera" se convirtió en un éxito, resonando fuertemente con sus seguidores.
En 2018, Johnie All Stars regresó con "El Rock está Muerto", un álbum compuesto por diez canciones explosivas y sinceras. La grabación del disco se realizó de manera espontánea en Volta Studio, bajo la producción del guitarrista Cristian Carmona. Este trabajo demostró la capacidad de la banda para innovar y mantener su relevancia en la escena musical.
A lo largo de su carrera, Johnie All Stars ha compartido escenario y abierto para bandas internacionales como Face to Face, H2O y Millencolin. Han sido fundamentales en la escena punk-rock colombiana, inspirando a numerosas bandas locales y participando activamente en festivales y conciertos, consolidando su legado a lo largo de más de dos décadas de trayectoria.
Miembros
Sebastián Regino: Voz
Juan Pablo Rodríguez: Guitarra
Camilo Gómez: Bajo
Christian Carmona: Guitarra
Esteban Ramírez: Batería

## Discografía
- Solo Quiero Diversión (1998)
- Por Honor (2004)
- Cinema Johnie(2008)
- Cuentos Para No Dormir (2011)
- El Rock está muerto (2018)